# Tuffi ai VII Giochi del Mediterraneo
Il programma dei tuffi dei VII Giochi del Mediterraneo ha previsto 3 gare: 2 maschili e 1 femminile. La nazione dominatrice è stata l'Italia, che si è aggiudicata 2 delle 3 gare in programma.

## Podi

### Uomini
| Evento          | Oro              | Perform. | Argento          | Perform. | Bronzo                 | Perform. |
| Trampolino 3m   | Giorgio Cagnotto | 599.30   | Klaus Dibiasi    | 590.55   | Richardo Camacho       | 506.35   |
| Piattaforma 10m | Klaus Dibiasi    | 587.80   | Giorgio Cagnotto | 571.85   | Raouf Abou Seoud Nagih | 471.25   |

### Donne
| Evento        | Oro          | Perform. | Argento          | Perform. | Bronzo          | Perform. |
| Trampolino 3m | Carmen Nunez | 372.25   | Christiane Wiles | 366.25   | Giovanna Marchi | 356.60   |

## Medagliere
| Posizione | Paese   |   |   |   | Totale |
| --------- | ------- | - | - | - | ------ |
| 1         | Italia  | 2 | 2 | 1 | 5      |
| 2         | Spagna  | 1 | 0 | 1 | 2      |
| 3         | Francia | 0 | 1 | 0 | 1      |
| 4         | Egitto  | 0 | 0 | 1 | 1      |
| Totale    | Totale  | 3 | 3 | 3 | 9      |